# Kasatōba

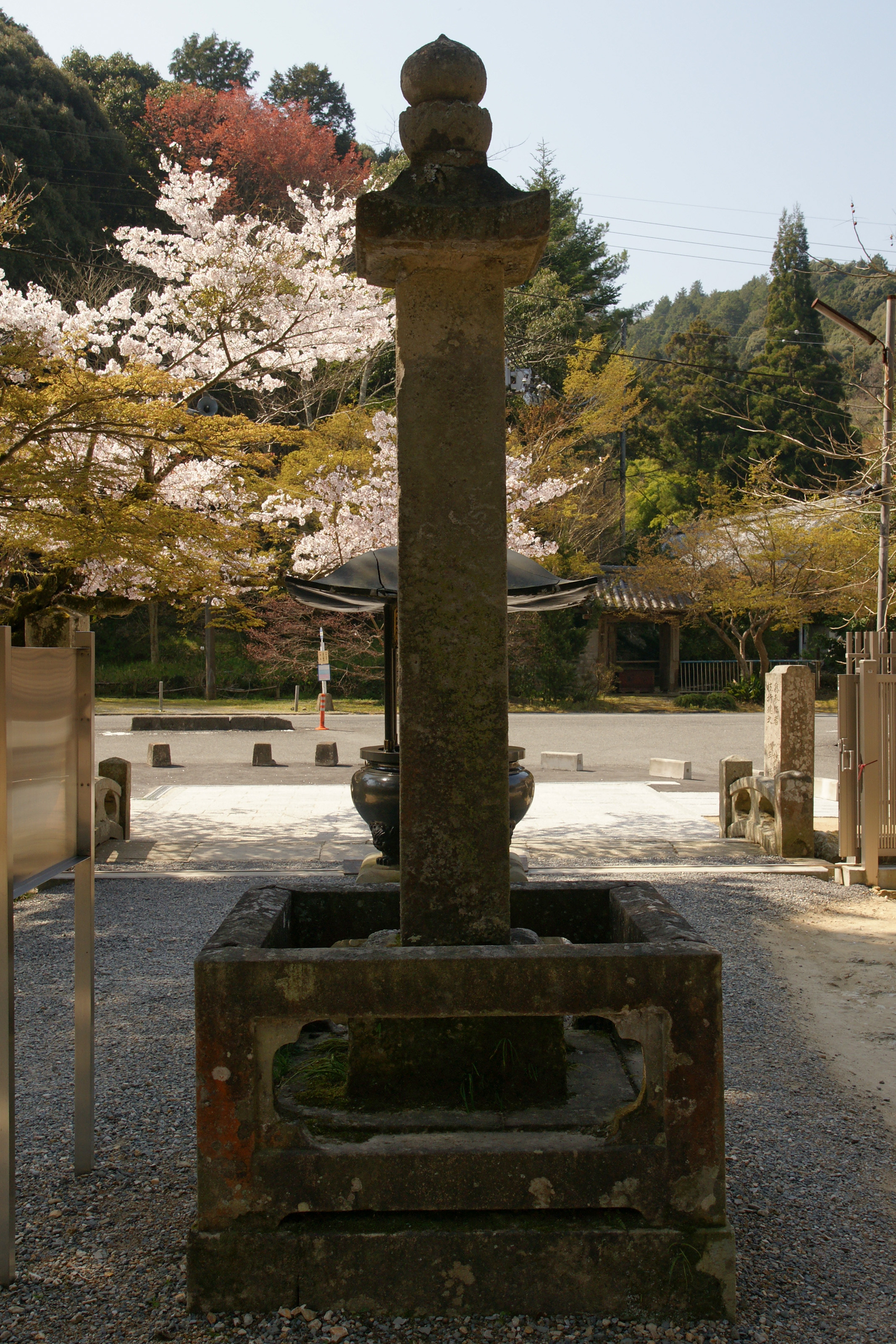
Ichijo-ji in Kasai, prefectuur Hyogo.

Kasatōba (笠塔婆) of kasa sotōba (笠卒都婆, letterlijk 'paraplu-stoepa' of 'paraplu-pagode') is een Japanse pagode (tō) die dient als gedenksteen, grafsteen of stenen grafmonument (sekihi, 石匕, せきひ) met als kenmerkend deel een deksteen in de vorm van dakje of 'paraplu' (kasa, 笠).
Een kasatōba heeft een vierkante pagodelichaam of schacht (tōshin, 塔身), geplaatst op een ruw gehouwen, vierkante basissteen (kiso, 基礎). 
| De onderdelen van kasatōba van boven naar beneden: | De onderdelen van kasatōba van boven naar beneden: | De onderdelen van kasatōba van boven naar beneden: | De onderdelen van kasatōba van boven naar beneden: | De onderdelen van kasatōba van boven naar beneden: | De onderdelen van kasatōba van boven naar beneden: | De onderdelen van kasatōba van boven naar beneden:                            |
| -------------------------------------------------- | -------------------------------------------------- | -------------------------------------------------- | -------------------------------------------------- | -------------------------------------------------- | -------------------------------------------------- | ----------------------------------------------------------------------------- |
| 1.                                                 |                                                    | hōju                                               |                                                    | 宝珠                                               |                                                    | bovenop staat een bolvormige sierornament, in een gestileerde lotus (ukebana) |
| 2.                                                 |                                                    | kasa                                               |                                                    | 笠                                                 |                                                    | een vierhoekig, piramidaal dakje of deksteen                                  |
| 3.                                                 |                                                    | tōshin                                             |                                                    | 塔身                                               |                                                    | een schacht, het pagodelichaam                                                |
| 4.                                                 |                                                    | kiso                                               |                                                    | 基礎                                               |                                                    | een sokkel of basis                                                           |
Een piramidevormige deksteen aan de bovenkant heeft de vorm van een vierhoekig dak (kasa, 笠). De schacht (tōshin, 塔身) kan inscripties vertonen met Sanskriet-karakters of, op het bovenste gedeelte, reliëfbeelden van boeddhistische goden. Het bovenste gedeelte wordt butsugan kasatōba genoemd (仏龕笠塔婆) en kunnen massieve stenen wielen hebben die verticaal in de schacht zijn geplaatst, zodat de vrome de steen kan draaien terwijl hij gebeden reciteert. Bovenop het dak of tussen de rand en het bovenste ornament bevindt zich een druppel- of uivormige hōju, of een komvorm. Op het dak staan een komvormige steen en een lotusvormige steen (ukebana).

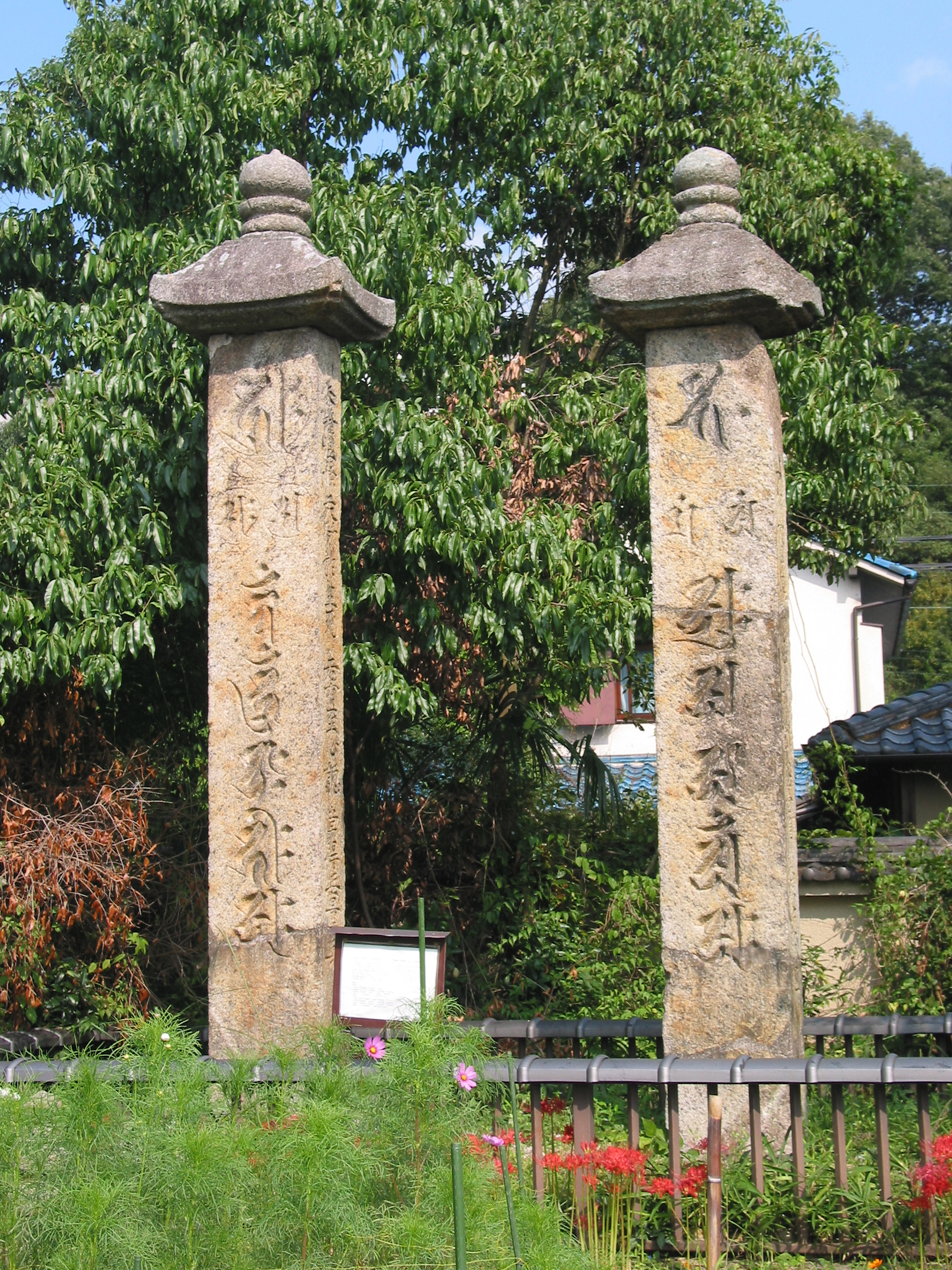
Twee kasatōba, Hannya-ji, prefectuur Nara (Kamakuraperiode)
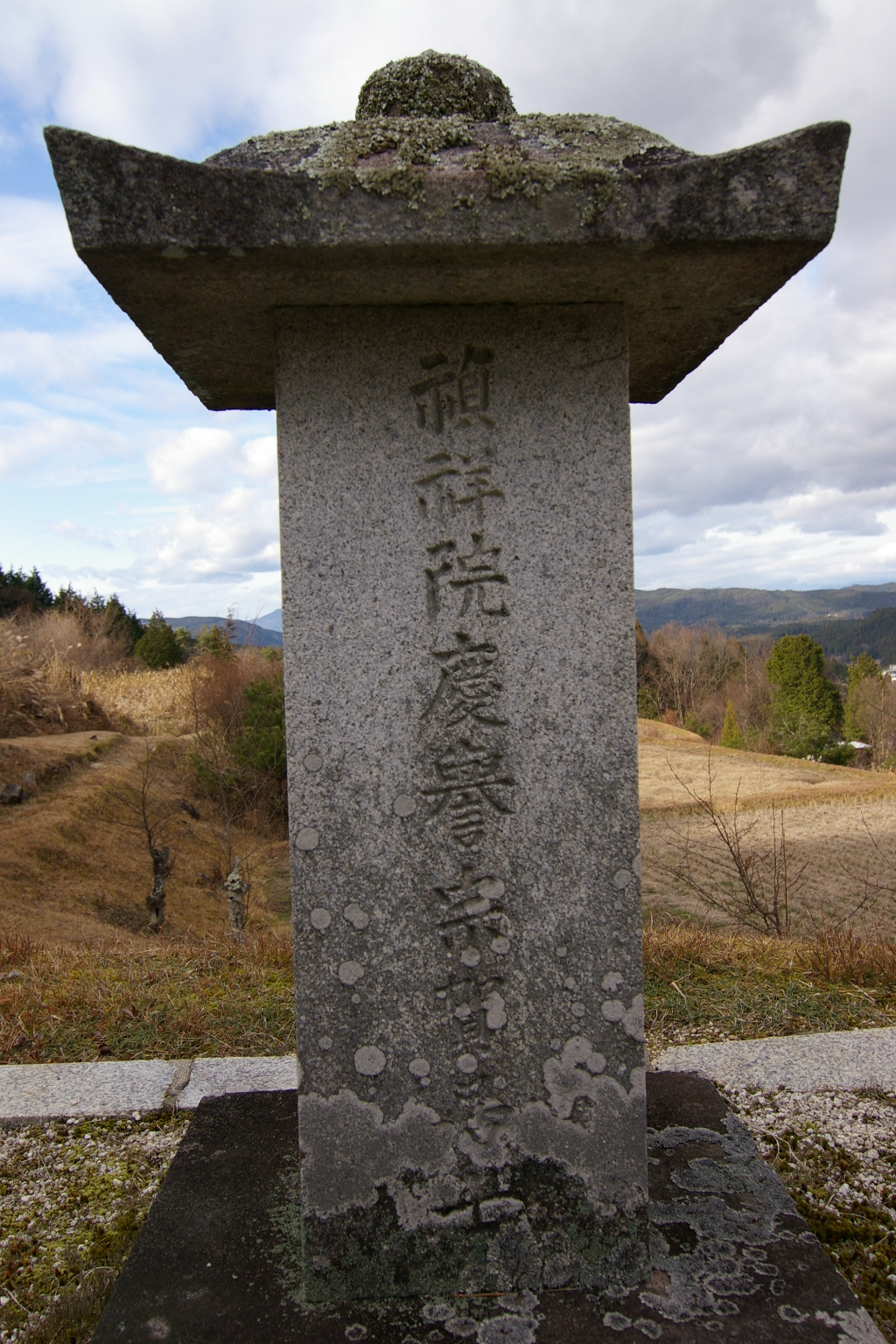
Kasatōba, Ryodenji, Nakatsugawa, prefectuur Gifu

Kasatōba
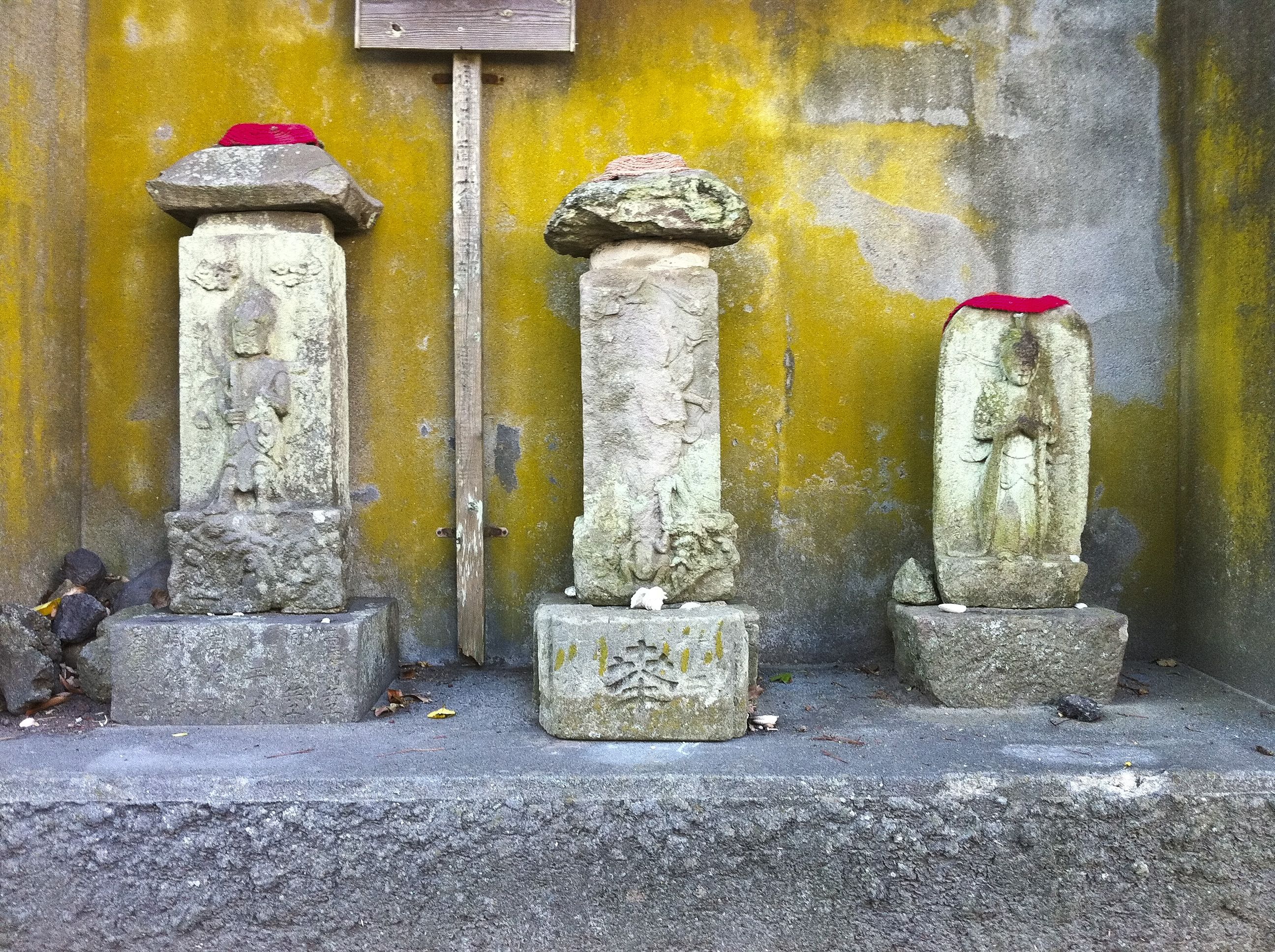
Zushi kasatōba
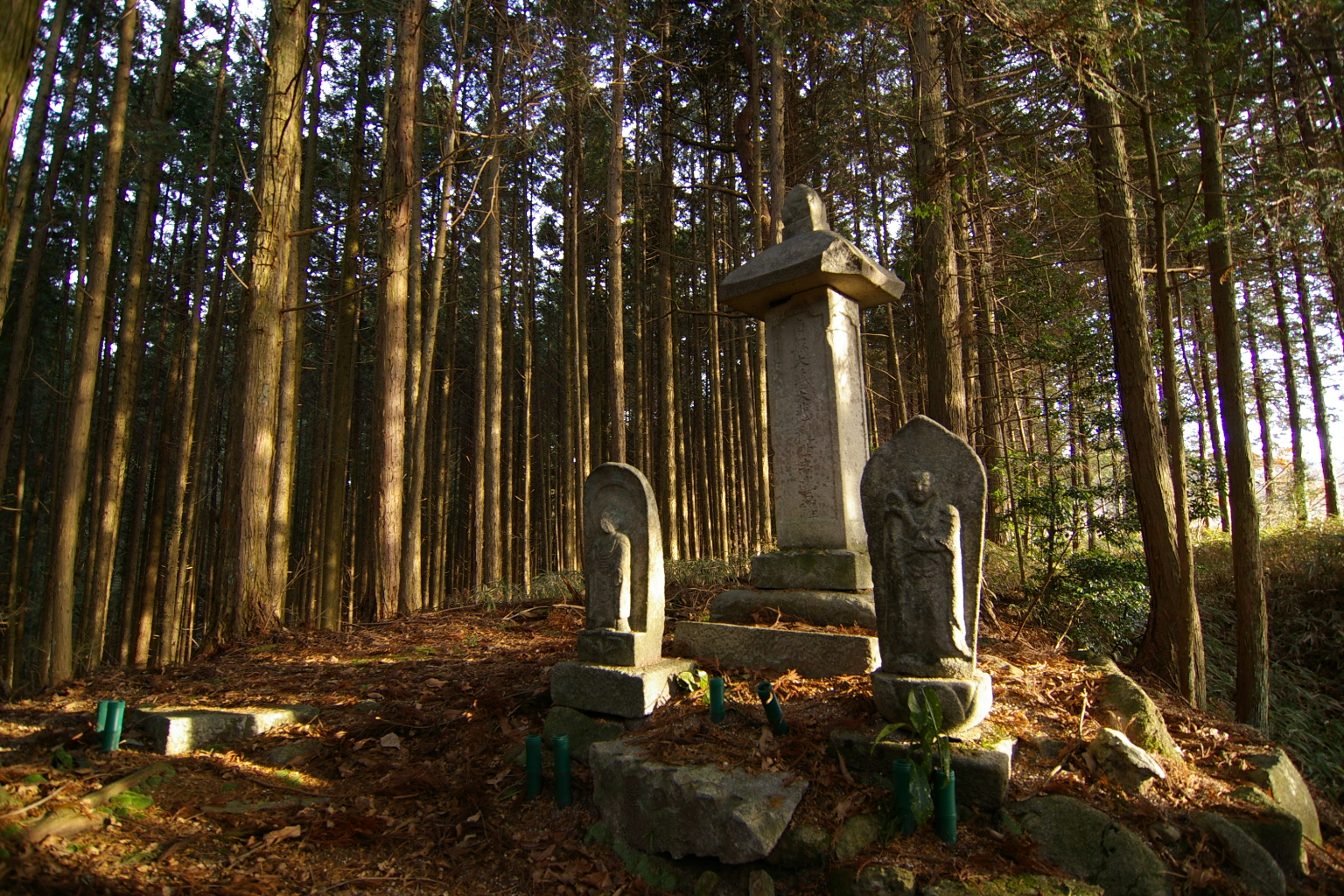
Kasatoba, Uchiguitoge Agi Nakatsugawa, prefectuur Gifu

Aoishitōba · 
Bantōba · 
Buttō · 
Daitō · 
Gorintō · 
Hiratōba · 
Hōkyōintō · 
Hōtō · 
Hyakumantō · 
Ishitō · 
Itabi · 
Itabō · Itatōba · 
Kaisantō · 
Kasatōba · 
Kunisakitō · 
Mokutō · 
Muhōtō · 
Pantōba · Pantapō · 
Rantō · 
Sekitō · 
Sōrintō · 
Sōtō · 
Sotōba · 
Tahōtō · 
Tajūtō · Tasōtō · 
Tō · Tōba · 
Yugitō